# 6-я Жерновская улица
6-я Жерно́вская улица — улица в Красногвардейском районе Санкт-Петербурга. Отходит на юго-юго-восток от 2-й Жерновской улицы в 240 м от пересечения последней с улицей Коммуны, затем поворачивает на восток-северо-восток. Соединена проездом с Рябовским шоссе. Протяжённость — 470 м.

## История
Названа по деревне Жерновка (упразднена в результате застройки района Ржевка-Пороховые). С конца XIX века до 1956 года улица носила название 6-я линия.

## Здания и сооружения
- жилые дома
- хозяйственные постройки
- Медико-социальная экспертиза "Бюро МСЭ №7"

## Транспорт
- Метро: «Ладожская»
- Ж/д платформы: Раздельный Пост (1780 м)

Движение наземного общественного транспорта по улице отсутствует.

## Пересечения
- 2-я Жерновская улица
- Мельничный переулок